# یاروسلاو پانیوت
یاروسلاو پانیوت (اوکراینی: Ярослав Вадимович Паніот؛ زادهٔ ۲۶ دسامبر ۱۹۹۷) اسکیت‌باز نمایشی اهل اوکراین است.

## حرفه
وی همچنین از اسکیت‌بازان نمایشی در بازی‌های المپیک زمستانی ۲۰۱۸ بوده است. 